# Unexpected Guests
Unexpected Guests (с англ - "неожиданные гости") — сборник британо-американского репера MF Doom, выпущенный под сокращенным псевдонимом Doom 27 октября 2009 года на лейбле Gold Dust Media. Сборник содержит песни, в которых участвуют другие исполнители. Исключением является песня My Favorite Ladies, которую Думилье исполнял один

## Критический приём
На Metacritic получил 67 из 100 баллов. Ян Коэн на сайте Pitchfork писал о сборнике: «Первые новости о сборнике DOOM Unexpected Guests позиционировали его как полевой отчет из периода запустения инди-MC конца десятилетия, охватывающий полузавершенный звездный поворот (сотрудничество Danger Doom с Danger Mouse в 2005 году) до оптимистичного возвращения в форму в этом году на Born Like This. И это так… за исключением случаев, когда это не так — „Rock Co.Kane Flow“, взятый из The Grind Date группы De La Soul, на самом деле находит DOOM, делающего что-то вроде круга почета в 2004 году после его неотъемлемой триады Take Me to Your Leader (выпущенной под именем King Geedorah), Vaudeville Villain (Виктор Вон) и Madvillainy (Madvillain). „Rock Co.Kane Flow“ — это фантастический симбиоз многих игривых стилей DOOM, но сам бит кажется более весомым, чем тот, к которому мы привыкли у De La, а ставки выше, чем тот, к которому мы привыкли у DOOM, когда он появляется в треке в качестве гостя. Другие громкие совместные работы на Unexpected не всегда так хороши — в то время как „Da Supafriendz“ подчеркивает занудную сторону Vast Aire, которая часто упускается из виду на фоне образа рокового пророка Cannibal Ox, „Fly That Knot“ — это второй безнадежно банальный трек DOOM, сделанный с Талибом Квели, и большая часть вины лежит на растущей неспособности Квели писать припевы, очевидно, что эти двое разделяют больше товарищества, чем химии»

## Трек лист
| №                   | Название                      | Совместно                        | Длительность |
| ------------------- | ----------------------------- | -------------------------------- | ------------ |
| 1.                  | «Fly That Knot»               | Talib Kweli                      | 3:20         |
| 2.                  | «Sniper Elite»                | J Dilla                          | 1:57         |
| 3.                  | «Yikes»                       | Scienz of Life                   | 1:03         |
| 4.                  | «Sorcerers»                   | KMD                              | 3:02         |
| 5.                  | «Da Supafriendz»              | Vast Aire                        | 2:58         |
| 6.                  | «Quite Buttery»               | Count Bass D                     | 1:19         |
| 7.                  | «?»                           | Kurious                          | 3:27         |
| 8.                  | «All Outta Ale»               | The Prof                         | 3:08         |
| 9.                  | «E.N.Y. House»                | Masta Killa                      | 2:34         |
| 10.                 | «Bells of Doom»               | The Prof                         | 2:32         |
| 11.                 | «My Favorite Ladies»          |                                  | 2:37         |
| 12.                 | «Street Corners (Doom Remix)» | Masta Killa, Inspectah Deck, GZA | 3:38         |
| 13.                 | «Angels»                      | Ghostface                        | 3:16         |
| 14.                 | «Fire Wood Drumstykx»         | J Dilla                          | 1:30         |
| 15.                 | «The Unexpected»              | Babu, Sean Price                 | 3:39         |
| 16.                 | «Project Jazz»                | Hell Razah,Talib Kweli           | 3:39         |
| 17.                 | «Black Gold»                  | John Robinson                    | 5:38         |
| Общая длительность: | Общая длительность:           | Общая длительность:              | 49:09        |